# Hugo Mac Dougall
Hugo Mac Dougall, el nom real del qual era Hugo Mascías va ser un escriptor, periodista i guionista de cinema que va néixer el 9 de desembre de 1901 en Buenos Aires, Argentina i va morir en la mateixa ciutat el 15 de maig de 1976. El seu avi va ser Hugh Mac Dougall, un escocès que va emigrar a l'Argentina i que en morir el 28 de maig de 1884 a Gualeguay, (província d'Entre Ríos), era propietari de diverses estades; una de les seves filles va ser Margarita Mac Dougall que es va casar amb José María Mascías, nascut en Reus, Baix Camp el 17 d'abril de 1864 i d'aquest matrimoni va néixer Hugo Mascías MacDougall.

## Trajectòria
Va ser subdirector del diari La Capital, de la ciutat de Rosario i director del suplement literari i va estar casat amb Nora Lagos, directora d'aquest diari, amb qui va tenir dues filles. Entre les seves obres es compten Batallas del cine argentino (1952), Heroínas de Mayo i Los fantasmas del viento a més d'una interessant semblança de José Hernández. Va ser membre fundador i, més endavant, vicepresident de l'Academia de Artes y Ciencias Cinematográficas de la Argentina. Va escriure diversos guions cinematogràfics, entre ells els de les pel·lícules El cura gaucho, Tres hombres del río, Malambo pel que va rebre el Premi Còndor de Plata al millor guió, El tambor de Tacuarí i Nobleza gaucha.
Va morir el 15 de maig de 1976 a Buenos Aires.

## Filmografia
Guionista
- Interpol llamando a Río (1962)
- Favela (1961)
- Caballito criollo (1953)
- El tambor de Tacuarí (1948)
- Juan Moreira (1948)
- Viaje sin regreso (1946)
- Lauracha (1946)
- Els tres mosqueters (Los tres mosqueteros) (1946)
- Villa Rica del Espíritu Santo (1945)
- El fin de la noche (1944)
- Tres hombres del río (1943)
- Malambo (1942)
- Ceniza al viento (1942)
- El cura gaucho (1941)
- Confesión (1940)
- Huella (1940)
- Nobleza gaucha (1937)
- Santos Vega (1936)

Assessoria de vestuari
- Pampa salvaje (1966)